# Beat Rieder

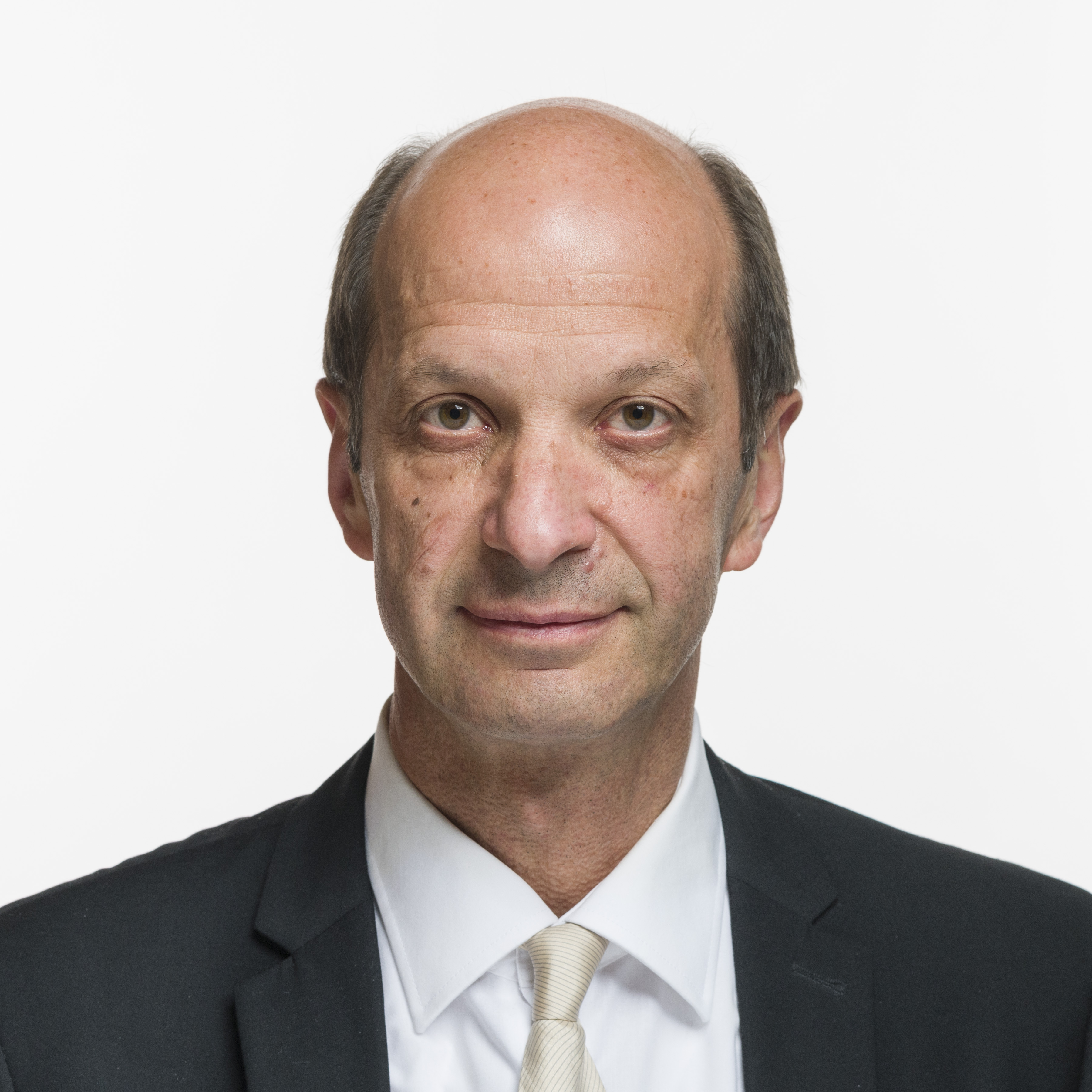
Beat Rieder (2019)

Beat Rieder (* 12. Februar 1963 in Wiler, heimatberechtigt ebenda) ist ein Schweizer Politiker (Die Mitte, vormals CVP), der seit 2015 dem Ständerat angehört.

## Leben
Rieder arbeitet als Advokat und Notar in einer von ihm mitgeführten Kanzlei in Brig. Er war Grossrat im Kanton Wallis, Fraktionspräsident der CVP Oberwallis und Talratspräsident Lötschental.  2020 wurde er in den Verwaltungsrat der Grimselbahn AG gewählt.
Rieder lebt in Wiler. Er ist verheiratet und Vater von drei Kindern.

## Politik
Rieder kandidierte 2015 für die CVP Oberwallis erfolgreich für den Ständerat. 2019 und 2023 wurde er wiedergewählt. 
Er vertritt im Ständerat eine gesellschaftskonservative und wirtschaftsliberale Politik. Er gilt zusammen mit Ruedi Noser als einer der Initianten des sogenannten Solarexpress, welcher eine beschleunigte Förderung hochalpinen Solaranlagen vorsieht. Des Weiteren setzt sich Rieder für den Bau eines multifunktionalen Grimseltunnels ein. Einen Namen machte er sich als entschiedener Gegner der Konzernverantwortungsinitiative. 
Innerhalb seiner Partei sprach er sich gegen die Öffnung der Ehe für homosexuelle Paare in der Schweiz aus.
Er ist seit 2015 Mitglied der Kommission für Umwelt, Raumplanung und Energie, der Kommission für Rechtsfragen sowie der Gerichtskommission der Vereinigten Bundesversammlung, seit 2019 Mitglied der Aussenpolitischen Kommission und der Finanzkommission. Von 2015 bis 2019 war er Mitglied der Geschäftsprüfungskommission.